# Рудольф — червононосий північний олень

Рудольф (англ. Rudolf the red-nosed reindeer), також відомий як «Дев'ятий олень Санти» — легендарний північний олень, якого вперше описав Роберт Л. Мей. Рудольфа зазвичай змальовують як провідного оленя, що запряжений у сані Санти і подорожує з ним у різдвяний вечір, хоча він лише молодий олень, в якого ще нема великих рогів його було обрано за те, що він має яскравий червоний ніс. Його ніс світиться так яскраво, що він освітлює шлях усій іншій команді, навіть в у сувору зимову заметіль.
Рудольф вперше з'явився у буклеті написаному в 1939 р. Робертом Л. Мей, який було видано універмагом «Montgomery Ward».
Казка належить «The Rudolph Company», LP і була пересказана у багатьох формах, в тому числі в популярній пісні, легендарній телепередачі 1964 року і в сиквелах, а також у фільмі. В багатьох країнах Рудольф став героєм різдвяного фольклору. У 2014 відмічали 75-ту річницю персонажа Рудольфа
 і 50-ту річницю на телебаченні. Поштова служба США випустила колекцію поштових листівок із Рудольфом 6 листопада 2014.

## Історія публікації
Роберт Л. Мей створив персонажа Рудольфа в 1939 на замовлення чиказького Montgomery Ward. Щороку під час торгівлі на Різдво як подарунок закуповували і роздавали кольорові буклети, і тому власники магазинів вирішили, що створити власну книжку дозволило б заощадити кошти. Спочатку Мей вибирав для персонажу північного оленя такі імена як «Ролло» або «Реджинальд» але врешті решт назвав його «Рудольфом» В перший рік публікації, Montgomery Ward розповсюдили 2.4 мільйонів копій казки про Рудольфа.

## Сюжет
Казка розказує про молодого північного оленя Рудольфа, який має незвичайний червоний яскравий ніс. Через цю відмінність з нього глузували і висміювали однолітки, але Рудольф проявив себе під час поганої погоди одного різдвяного вечора, коли погано було видно шлях, Санта Клаус запримітив ніс Рудольфа і попросив його вести попереду сані того вечора. Рудольф погодився, а однолітки почали поважати його за його сміливість і благородність.